# Jürgen König
Jürgen König (* 20. Juni 1966) ist ein österreichischer Boxtrainer und ehemaliger Boxer.

## Boxkarriere
Jürgen König ist seit 1981 Mitglied beim Boxclub Dornbirn in Vorarlberg und wurde dreimal Österreichischer Juniorenmeister. 1987 wurde er erstmals Österreichischer Meister im Weltergewicht in der Allgemeinen Klasse (Erwachsene; heute: Elite-Klasse). Zusammen mit seinem Bruder Bernhard, der den Österreichischen Meistertitel im Halbweltergewicht erkämpfte, wurden sie die ersten Staatsmeister des Boxclubs Dornbirn seit dessen Gründung im Jahr 1938. Jürgen König konnte den Titel im Weltergewicht bis 1998 noch zehnmal erringen (1987, 1988, 1989, 1990, 1991, 1992, 1993, 1994, 1995, 1997, 1998) und gehört damit zu den national erfolgreichsten Boxern Österreichs. 
Aufgrund seiner Erfolge kämpfte er mit dem Boxclub Wangen auch in der deutschen Bundesliga und gewann unter anderem vier internationale Turniere. Sein erster internationaler Auftritt war seine Teilnahme bei den Militärweltmeisterschaften von 1987 in North Carolina, wo er vor Erreichen der Medaillenränge gegen den Starter aus Ägypten ausschied. Bei den Europameisterschaften 1989 in Athen schrammte er nur knapp an einer Medaillenplatzierung vorbei, als er erst beim Kampf um den Einzug ins Halbfinale gegen den dreifachen Europameister Siegfried Mehnert aus der DDR unterlag. Im September desselben Jahres startete er noch bei den Weltmeisterschaften in Moskau, verlor jedoch im Achtelfinale gegen Min Nam-hyon aus Nordkorea.
Beim Weltcup in Dublin 1990 schied er gegen Michael Löwe aus Deutschland, bei den Europameisterschaften 1991 in Göteborg gegen Kai Kauramæki aus Finnland aus. Im März 1992 nahm er an der europäischen Olympiaqualifikation im italienischen San Pellegrino Terme teil, wo er knapp vor Erreichen eines Olympiastartplatzes gegen den späteren Olympiasieger Michael Carruth aus Irland knapp mit 4:7 unterlag.
1993 nahm er wieder an den Europameisterschaften in Bursa und den Weltmeisterschaften in Tampere teil, schied jedoch vor Erreichen einer Medaille gegen Sergei Gorodnischew aus der Ukraine bzw. Welichan Gereitschanow aus Tschechien aus. 1994 erreichte er im Länderkampf gegen Deutschland ein Unentschieden gegen den Olympiasieger Andreas Zülow und versuchte sich erneut bei den Europameisterschaften 1996 in Vejle, wo er jedoch noch in der Vorrunde gegen den französischen Olympiastarter Hussein Bayram unterlag.
Nach seiner Wettkampfkarriere wurde er staatlich geprüfter Boxtrainer und stellvertretender Obmann des Boxclubs Dornbirn.